# Numérologie chinoise

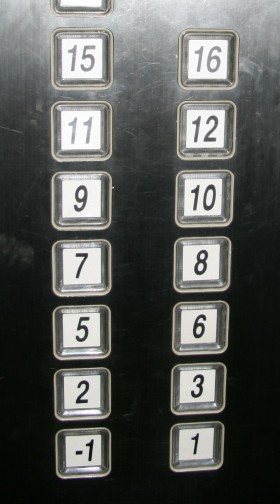
Le chiffre 4 est de mauvais augure, car en chinois, c'est un quasi-homophone de « mort » (死, sǐ). De ce fait, il ne figure pas les étages 4 ni 14 dans la numérotation des étages de certains immeubles chinois. Ici, l'étage 13 est également absent, puisque ce nombre est lui aussi symbole de mort.

Dans la culture chinoise, certains nombres sont perçus comme fastes (jili 吉利) ou néfastes (buli 不利) selon le sens du mot chinois avec lequel le nombre est particulièrement proche phonétiquement. Certains Chinois néanmoins considèrent ces croyances comme de la superstition.
À cause de la « chance » supposément liée à certains nombres, certains choisissent des chiffres considérés comme portant chance pour leur numéro de téléphone, adresse ou étage, par exemple, quitte parfois à payer pour cela d'importantes sommes d'argent,,,. Pour les Japonais, en parallèle, le nombre neuf, 九 (きゅう, kū), est à éviter, lorsqu'on offre des fleurs par exemple, car il évoque les souffrances et les difficultés 苦｜く｜ku ().

## Exemples
Dans la culture chinoise, le chiffre 4 est considéré comme défavorable parce qu'il se prononce sì (四, sì) qui est un quasi-homophone de « mourir » (死, sǐ), mais le chiffre 8 (八, bā) comme favorable parce qu'il évoque fa (发, fā, « produire, devenir, envoyer », utilisé dans facai (发财 / 發財, fācái), « s'enrichir, faire fortune », au même titre le chou chinois (白菜, báicài) est également considéré comme un quasi-homophone de facai, et il n'est pas rare de le retrouver dans les décorations. De même sont vus comme favorables le chiffre 6 (六, liù), qui évoque le verbe « couler, s'écouler » (流, liú) pour une vie s'écoulant sans souci, et le chiffre 9, (九, jiǔ), qui est semblable au jiu de 长久, chángjiǔ, « durable, permanent », le 9 septembre étant considéré pour cette raison comme un jour favorable pour un mariage,,,,.